# كيم يفر
كيم يفر (بالإنجليزية: Kim Weaver) (و. 1964 – م) هي عالمة فلك، وعالمة فيزياء فلكية من الولايات المتحدة الأمريكية. ولدت في مورغانتاون، فيرجينيا الغربية.

## التعليم
تعلمت في جامعة وست فرجينيا.